# Arçais
Arçais település Franciaországban, Deux-Sèvres megyében. Lakosainak száma 604 fő (2022. január 1.). Arçais Saint-Georges-de-Rex, Saint-Hilaire-la-Palud, Le Vanneau-Irleau, Damvix, Le Mazeau és Saint-Sigismond községekkel határos.

## Népesség
A település népességének változása:
| Lakosok száma | 608  | 612  | 624  | 613  | 612  | 612  | 609  | 605  | 604  |
|               | 2013 | 2015 | 2016 | 2017 | 2018 | 2019 | 2020 | 2021 | 2022 |